# Dave Freeman Open 2010
Die Dave Freeman Open 2010 fanden vom 26. bis zum 28. Februar 2010 in San Diego statt. Es war die 53. Austragung dieser internationalen Meisterschaften im Badminton.

## Sieger und Platzierte
| Disziplin    | Gold                          | Silber                       | Bronze                           |
| ------------ | ----------------------------- | ---------------------------- | -------------------------------- |
| Herreneinzel | Nguyễn Quang Minh             | Sattawat Pongnairat          | Hock Lai Lee                     |
| Herreneinzel | Nguyễn Quang Minh             | Sattawat Pongnairat          | Christopher Flores               |
| Dameneinzel  | Cee Nantana Ketpura           | Eva Lee                      | Charmaine Reid                   |
| Dameneinzel  | Cee Nantana Ketpura           | Eva Lee                      | Nicole Grether                   |
| Herrendoppel | Chandra Kowi Hock Lai Lee     | Tony Gunawan Effendy Widjaja | Steven Jonatan Hendry Ranawijaya |
| Herrendoppel | Chandra Kowi Hock Lai Lee     | Tony Gunawan Effendy Widjaja | Phu Khuu Nguyễn Quang Minh       |
| Damendoppel  | Lee Joo Hyun Grace Peng Yun   | Cee Nantana Ketpura Eva Lee  | Nicole Grether Charmaine Reid    |
| Damendoppel  | Lee Joo Hyun Grace Peng Yun   | Cee Nantana Ketpura Eva Lee  | Chin Go Paula Obanana            |
| Mixed        | Halim Haryanto Grace Peng Yun | Sattawat Pongnairat Eva Lee  | Chandra Kowi Paula Obanana       |
| Mixed        | Halim Haryanto Grace Peng Yun | Sattawat Pongnairat Eva Lee  | Hock Lai Lee Priscilla Lun       |